# Neoseiulus warrum
Neoseiulus warrum är en spindeldjursart som beskrevs av John Stanley Beard 200. Neoseiulus warrum ingår i släktet Neoseiulus och familjen Phytoseiidae. Inga underarter finns listade i Catalogue of Life.